# Michel Kuhn
Michel Kuhn (ur. 9 stycznia 1949, zm. 28 sierpnia 1993 w Chorogu) – szwajcarski kolarz szosowy, brązowy medalista mistrzostw świata.

## Kariera
Największy sukces w karierze osiągnął w 1974 roku, kiedy zdobył brązowy medal w wyścigu ze startu wspólnego amatorów podczas mistrzostw świata w Montrealu. W zawodach tych wyprzedzili go jedynie dwaj Polacy: Janusz Kowalski oraz Ryszard Szurkowski. Był to jednak jedyny medal wywalczony przez Kuhna na międzynarodowej imprezie tej rangi. Ponadto w tym samym roku był drugi w szwajcarskim Grand Prix Guillaume Tell oraz trzeci we francuskim Flèche d'or. Nigdy nie wystąpił na igrzyskach olimpijskich.

## Działalność pozasportowa
Od 1982 r. był aktywnym działaczem Międzynarodowego Komitetu Czerwony Krzyż. Uczestniczył w wielu misjach, m.in. w Libanie, Syrii, Iranie, Namibii, Sudanie, Afganistanie i Górskim Karabachu.
28 sierpnia 1993 zginął w wypadku lotniczym w mieście Chorog w Tadżykistanie.